# Parafia Ewangelicko-Metodystyczna w Słoneczniku
Parafia Ewangelicko-Metodystyczna w Słoneczniku – zbór metodystyczny działający w Słoneczniku, należący do okręgu mazurskiego Kościoła Ewangelicko-Metodystycznego w RP.
Nabożeństwa niedzielne odbywają się co dwa tygodnie.